# 상하이 눈
《상하이 눈》(영어: Shanghai Noon)은 2000년 개봉한 미국의 액션 코미디 영화로, 2003년에 속편 《상하이 나이츠》가 개봉되었다.

## 한국어 더빙 성우진(KBS)
- 김일 - 천 왕/존 웨인(성룡)
- 김승준 - 로이 오배넌(오웬 윌슨)
- 정미숙 - 페이페이 공주(루시 리우)
- 김병관 - 보안관(잰더 버클리)
- 김창주 - 숙부(구형리)
- 임성표 - 술집 주인(톰 히턴) / 마부(릭 애쉬)
- 박규웅 - 술꾼(마이클 미첼)
- 문관일 - 여관 직원(라파엘 바에스)
- 김영진 - 로 혼(원지정)
- 류다무현 - 월레스(월턴 고긴스)
- 민지 - 마부의 아내(발레리 플랜치) / 여관 직원(조디 톰슨)
- 안용욱 - 앤드류스(제이슨 코너리)
- 김정아 - 여관 직원(케이트 루이벤)